# Ryan Logan
Ryan Patrick Logan (Fredericktown, 22 maggio 1994) è un cestista statunitense.